# Associação das Universidades de Língua Portuguesa

Länder mit der Amtssprache Portugiesisch

Die Associação das Universidades de Língua Portuguesa (AULP) ist ein Verband von portugiesischsprachigen Hochschulen und versteht sich als ein globales Bildungsnetzwerk der Lusophonie.
Die AULP wurde 1986 gegründet und ihren Sitz in Lissabon, Portugal.
Die Nichtregierungsorganisation hat weltweit über 150 Hochschulen als Mitgliedsinstitutionen und 10 assoziierte Mitglieder.
Die AULP Hochschulen kommen größtenteils aus den 8 Ländern mit Amtssprache Portugiesisch – Angola, Brasilien, Kap Verde, Guinea-Bissau, Mosambik, Portugal, São Tomé und Príncipe, Osttimor und Macau.
Zu den Aktivitäten der AULP gehören jährliche Konferenzen, die Herausgabe der Revista Internacional em Língua Portuguesa (RILP), die Preisverleihung des Prémio Fernão Mendes Pinto und anderes mehr.
Die AULP hat Beobachterstatus bei der Gemeinschaft der Portugiesischsprachigen Länder (Comunidade dos Países de Língua Portuguesa, CPLP).

## Weblink
- Offizielle Website